# Dani Kouyate
Dani Kouyate (Bobo-Dioulasso, 4 giugno 1961) è un regista burkinabé.

## Biografia
Nasce nel 1961 a Bobo-Dioulasso in Burkina Faso. Frequenta l'Istituto Africano di Studi Cinematografici e ottiene nel 1985 il diploma in regia. Prosegue gli studi a Parigi, dove consegue un diploma e un master in Estetica del cinema e un diploma all'École International d'Anthropologie. Realizza nel 1989 il suo primo cortometraggio, Bilakoro, e nel 1995 il lungometraggio d'esordio Keita! L'héritage du griot.

## Filmografia
- Bilakoro, co-regia di Issa Traoré e Sekou Traoré - cortometraggio (1989)
- Tobbère kosam, co-regia di Philippe Baqué - cortometraggio (1991)
- Keita! L'héritage du griot (1995)
- À nous la vie! (1998)
- Sia, le rêve du python (2001)
- Ouaga saga (2004)
- Souvenirs encombrants d'une femme de ménage - documentario (2010)
- Soleils, co-regia di Olivier Delahaye (2014)
- Femmes, entièrement femmes, co-regia di Philippe Baqué - documentario (2014)
- Medan vi lever (2016)